# Thyropygus carli
Thyropygus carli är en mångfotingart som först beskrevs av Carl Graf Attems 1938.  Thyropygus carli ingår i släktet Thyropygus och familjen Harpagophoridae. Inga underarter finns listade i Catalogue of Life.